# Ludvík Mucha
Ludvík Mucha (29. června 1927 Ervěnice – 13. května 2012 Třebotov) byl český kartograf, historik kartografie, vexilolog a vysokoškolský pedagog.
V letech 1946–1950 studoval na Přírodovědecké fakultě UK u Karla Kuchaře zeměpis a dějepis. Od roku 1952–1993 působil na své alma mater jako pedagog (zde se roku 1983 habilitoval v oblasti kartografie).

## Život

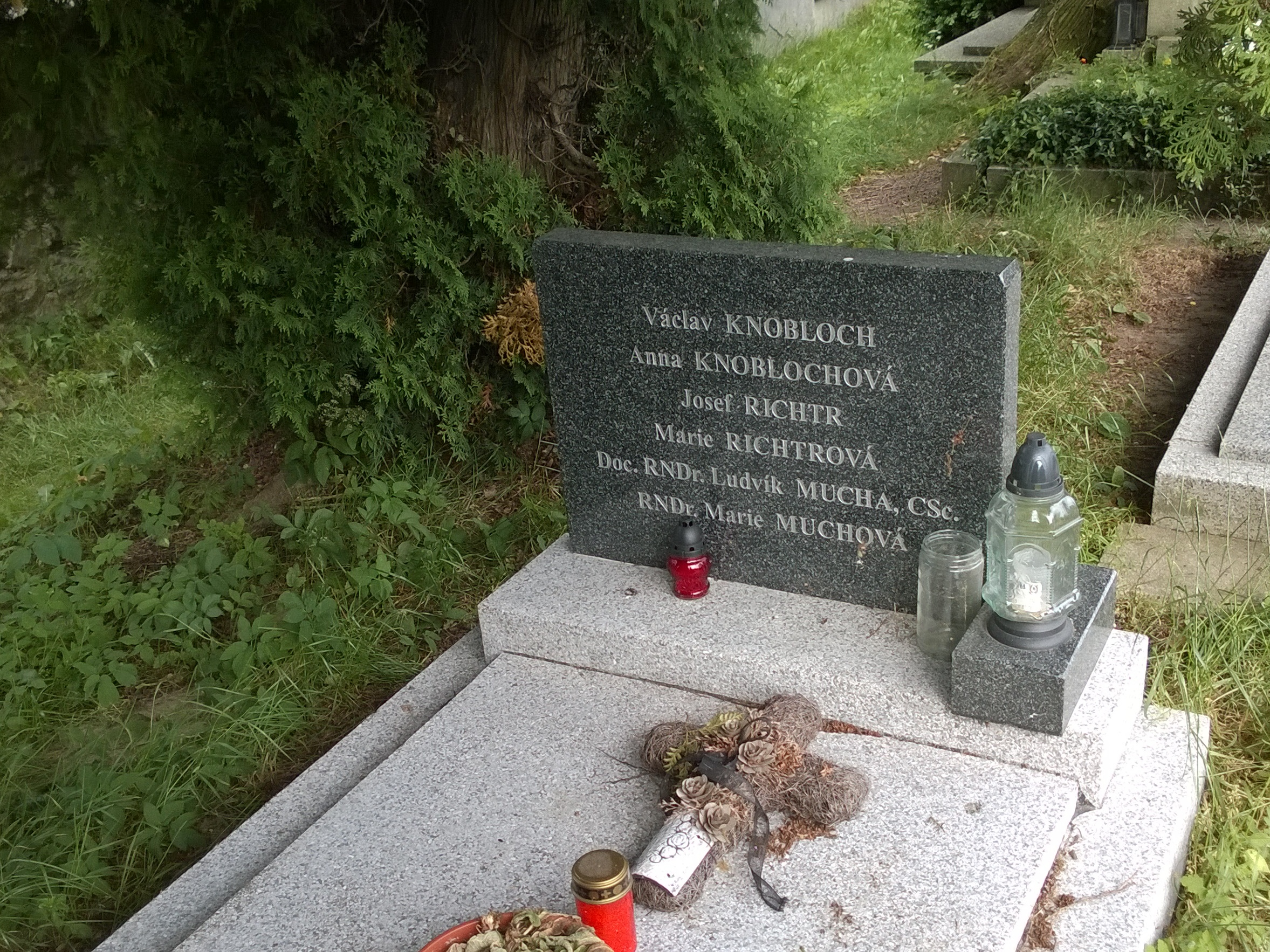
Hrob manželů Muchových v Jenišovicích

Narodil se sice v Ervěnicích (dnes zaniklé město u Mostu), ovšem jeho rodina měla kořeny v Ivančicích a tam také strávil většinu svého mládí. Gymnázium absolvoval roku 1946 v Praze. Poté začal studovat obor zeměpis a dějepis na Přírodovědecké fakultě UK. Po dokončení studií působil jako učitel na gymnáziu v Horním Jiřetíně a současně jako odborný redaktor v  nakladatelství Orbis. V roce 1952 se vrátil na svoji fakultu jako odborný asistent. V průběhu svého působení na škole získal v roce 1969 titul RNDr., v roce 1972 obhájil svoji kandidátskou práci. Habilitoval se jako docent kartografie teprve v roce 1983. V roce 1993 odešel do penze, nicméně i poté jako externista přednášel.
Jeho ženou byla RNDr. Marie Muchová, rozená Richtrová (1934–2012). Oba manželé jsou pohřbeni na hřbitově v Jenišovicích u Jablonce nad Nisou.

## Dílo
Zabýval se dějinami kartografie 19. století, zvláštní pozornost věnoval výrobě glóbů, školních map. Publikoval práce o kartografech: Václav Merklas, Josef Brunclík, Jan Felkl, František Kreibich, Blasius Kozenn.
V 80. letech inicioval soupis slunečních hodin. Jeho vexilologické a filatelistické zájmy ho přivedly ke spolupráci na větších atlasech a přehledových příručkách (Filatelistický atlas známkových zemí, Vlajky a znaky zemí světa, poprvé vydán 1978).
Ludvík Mucha byl zakladatelem a dlouholetým předsedou Vexilologického klubu, později se stal čestným předsedou nástupnické České vexilologické společnosti.
V roce 2014 uzavřela Mapová sbírka PřF Uk v Praze licenční smlouvu s dědici a bude proto zveřejňovat dílo autora on-line.